# Trường Cao đẳng Văn hóa Nghệ thuật Thái Bình
Trường Cao đẳng Văn hoá Nghệ thuật Thái Bình được thành lập năm 1975
Trường Cao đẳng Văn hoá Nghệ thuật Thái Bình (tiền thân là Trường Nghiệp vụ Văn hoá Thông tin thành lập năm 1975) được thành lập đến nay đã 36 năm; năm 1988, Trường được nâng cấp lên Trường Trung cấp Văn hoá Nghệ thuật, đến tháng 12/2005 được nâng cấp lên Trường Cao đẳng Văn hoá Nghệ thuật.
Quá trình xây dựng và trưởng thành của Trường có thể tóm tắt như sau:
Sau ngày miền Nam hoàn toàn giải phóng, cả nước cùng đi lên CNXH. Trước yêu cầu nhiệm vụ mới của đất nước, ngày 05/07/1975 UBND tỉnh Thái Bình có quyết định số 54/TC- NV về việc thành lập trường Nghiệp vụ VHTT Thái Bình. Chức năng, nhiệm vụ của Trường là đào tạo và bồi dưỡng ngắn hạn cán bộ nghiệp vụ VHTT cho phong trào cơ sở với các chuyên ngành chủ yếu là diễn viên, nhạc công chèo, bảo tàng, giáo dục truyền thống, thư viện xã, chủ nhiệm nhà Văn hoá, kẻ vẽ, biên tập truyền thanh và nhạc cụ dân tộc, đối tượng là cán bộ VHTT các xã, phường, thị trấn; đào tạo công nhân kỹ thuật cho một số đơn vị trong ngành VHTT. Biên chế của Trường có 13 CBGV - là cán bộ của các đơn vị sự nghiệp của Ty VHTT được điều ra vừa làm công tác xây dựng, quản lý và giảng dạy.
Đến năm 1978, Nhà trường được Bộ VHTT giao cho liên kết đào tạo: trung học chủ nhiệm nhà văn hoá cấp huyện, trung học thư viện, trung học văn hoá quần chúng, bảo tàng, phát hành sách, thông tin lưu động, hội họa cho các tỉnh phía Bắc. Lớp quản lý Nhà văn hoá cấp huyện khai giảng tại Đông La, Đông Hưng vinh dự được đón Bộ trưởng Bộ VHTT Nguyễn Văn Hiếu về dự và giảng bài đầu tiên cho lớp học.
Trong hơn 10 năm, Trường đã đào tạo trên 300 cán bộ nghiệp vụ có trình độ TH và công nhân kỹ thuật 3/7, công nhân truyền thanh, thuyết minh phim và trên 1.000 cán bộ nghiệp vụ VHTT cơ sở.
Giai đoạn này gắn liền với tên tuổi các đ/c Hiệu trưởng Lê Phúc Hải, Phó hiệu trưởng Tô Văn Sắc, Lương Tuấn Oanh.
Ngày 14/12/1988, chủ tịch UBND Tỉnh TB đã ký quyết định số 606/QĐ-TC về việc nâng cấp Trường nghiệp vụ VHTT thành trường Trung học VHNT Thái Bình.
Thực hiện chức năng nhiệm vụ của trường Trung cấp VHNT, sự nghiệp đào tạo liên tục phát triển. Cùng với việc đào tạo bồi dưỡng cán bộ VHTT cho cơ sở, Trường liên tục đào tạo các ngành nghề VHNT ở trình độ trung cấp để bổ sung cho các đoàn nghệ thuật, các đơn vị sự nghiệp của ngành và các đoàn nghệ thuật Lai Châu, Yên Bái. Đến năm 1990, Trường đào tạo trung cấp sư phạm Nhạc - Hoạ phục vụ cho giáo dục tiểu học và trung học cơ sở. Đến năm 2003, Nhà trường được Thường vụ Tỉnh uỷ Thái Bình giao đào tạo trung cấp quản lý VHTT cho cán bộ các xã, phường, thị trấn; đến năm 2004, đào tạo trung cấp VHDL.
Ngoài ra, Trường còn liên kết đào tạo đại học quản lý Văn hoá, thư viện, mỹ thuật, sư phạm nhạc hệ tại chức; đào tạo cao đẳng sư phạm Nhạc - Hoạ hệ chính quy và vừa làm vừa học; liên kết với các trường VHTT các tỉnh đào tạo trung cấp SP Nhạc – Hoạ, VH Du lịch phục vụ cho nhu cầu phát triển kinh tế xã hội của khu vực. Lưu lượng bình quân hàng năm khoảng từ 600 đến 1.000 HSSV. Giai đoạn này gắn liền với tên tuổi các đ/c Hiệu trưởng, Phó hiệu trưởng: Trần Xuân Yến, Lương Tuấn Oanh, Dương Xuân Thoạn.
Ngày 21/12/2005, Bộ Giáo dục và Đào tạo đã có quyết định số 7327/QĐ-BGD&ĐT về việc thành lập Trường Cao đẳng VHNT Thái Bình trên cơ sở Trường Trung học Văn hoá Nghệ thuật Thái Bình. Đến ngày 30/5/2006, UBND Tỉnh có quyết định số 36/2006/QĐ-UBND quy định chức năng, nhiệm vụ và bộ máy hoạt động của Nhà trường, và quyết định Trường là đơn vị trực thuộc UBND Tỉnh quản lý.
Trong 5 năm từ 2006 đến nay, cùng với việc tiếp tục đào tạo bậc trung cấp, bồi dưỡng ngắn hạn chuyên ngành văn hoá nghệ thuật, Nhà trường đã mở và đang đào tạo 7 mã ngành cao đẳng, gồm:
1. Nhạc cụ Phương tây.
2. Nhạc cụ Truyền thống.
3. Chuyên ngành Biểu diễn Nghệ thuật Chèo.
4. Chuyên ngành Thanh nhạc.
5. Quản lý văn hoá.
6. Thư viện.

Quy mô đào tạo 5 khoá chính quy 3 năm, 4 khoá chính quy liên thông và vừa làm vừa học với số lượng 1.585 SV, chất lượng khá giỏi hàng năm đạt từ 55– 60%. Giai đoạn này gắn liền với tên tuổi các đ/c Hiệu trưởng, Phó hiệu trưởng: Dương Thanh Tùng, Dương Xuân Thoạn, Vũ Đình Chiểu, Bùi Thị Dung.
Trong 36 năm, Trường đã đào tạo tới 25 ngành nghề khác nhau với 4.128 HS trung cấp, 1.585 SV cao đẳng, liên kết đào tạo 523 học viên đại học và đào tạo - bồi dưỡng ngắn hạn cho hàng chục ngàn cán bộ VHTT và các hạt nhân múa hát chèo cho phong trào văn hoá cơ sở. Hiện nay, Trường đang đào tạo tới 12 ngành nghề ở các trình độ CĐ, TC trong đó có một số ngành nghề chủ yếu: diễn viên - nhạc công chèo, nhạc cụ dân tộc, thanh nhạc, nhạc cụ organ, múa, chuyên ngành hội họa, thư viện, quản lý văn hoá, du lịch, sư phạm âm nhạc, sư phạm hội họa, trong đó có 7 mã ngành cao đẳng. Về số lượng HSSV tăng nhanh, riêng năm học 2008 - 2009 số lượng 1700 HSSV tăng gần gấp 4 lần năm học 2003 - 2004. Các ngành nghề cao đẳng đã và đang đào tạo 5 khoá chính quy, 4 khoá liên thông. TH Diễn viên Chèo đã và đang đào tạo 14 khoá chính quy, 2 khoá tại chức, mỗi khoá từ 20 - 30 học sinh, trung cấp nhạc cụ dân tộc tới 9 khoá chính quy và 2 khoá tại chức, mỗi khoá từ 10 - 20 học sinh, sư phạm Nhạc - Hoạ tới 16 khoá mỗi khoá từ 100 - 150 học sinh.
Chất lượng đào tạo không ngừng được nâng lên; Học sinh hàng năm đạt tỷ lệ từ 55 - 60% khá giỏi, học sinh tốt nghiệp đạt 96%. Qua 8 kỳ tham gia liên hoan ca múa nhạc và kịch hát truyền thống các trường VHNT toàn quốc (cứ 2 năm một lần), Trường đều tham gia và đạt giải cao. Khi đánh giá về chất lượng đào tạo nghệ thuật chèo, Nguyên Thứ trưởng Bộ VHTT – giáo sư Nguyễn Trung Kiên đã từng khẳng định "Việc đào tạo Chèo của trường Văn hoá nghệ thuật Thái Bình đã có bề dày, có cốt cách, có chiều sâu, chất lượng cao, hiệu quả tốt. Nhiều học sinh hát hay, múa dẻo, diễn tốt thể hiện được chất chèo truyền thống". Học sinh tham gia phục vụ tốt nhiệm vụ chính trị của Tỉnh và các ngành; đi kiến tập, thực tập ở các cơ sở văn hoá giáo dục đều được các cấp, các ngành và nhân dân địa phương quý mến và đánh giá cao. Số học sinh tốt nghiệp có việc làm đạt 95 % trở lên, riêng học sinh chèo, nhạc cụ dân tộc 100% có việc làm. HSSV Nhà trường có mặt ở khắp mọi miền đất nước, chỉ tính riêng HS Chèo đã có mặt 16/18 nhà hát - đoàn chèo toàn quốc. Nhiều HSSV của trường đã trở thành nghệ sĩ ưu tú, nghệ sĩ xuất sắc, đạt danh hiệu các tài năng nghệ thuật trẻ của các đoàn nghệ thuật Chèo chuyên nghiệp, giáo viên dạy giỏi các cấp, cán bộ quản lý giỏi ở các đơn vị VHTT – giáo dục trong và ngoài tỉnh; Có những HSSV nay đã là giảng viên, cán bộ quản lý ở một số trường đại học, cao đẳng và trung cấp VHNT.
Tiếp nối truyền thống vẻ vang 36 năm qua, Nhà trường cần tập trung làm tốt những việc sau: Tiếp tục đổi mới công tác quản lý giáo dục ĐH; mở rộng quy mô, đa dạng hoá ngành nghề, loại hình đào tạo gắn với nhu cầu xã hội; mở thêm các ngành nghề mới trong đó có nghệ thuật múa rối nước; không ngừng nâng cao chất lượng đội ngũ CBGV, chất lượng đào tạo và cơ sở vật chất. Xây dựng Nhà trường trở thành trung tâm đào tạo, nghiên cứu nghệ thuật Chèo, nhạc cụ truyền thống của Tỉnh và khu vực. Đẩy mạnh xã hội hoá công tác đào tạo VHNT, tiến tới hợp tác quốc tế để đào tạo một số ngành nghề mà xã hội có nhu cầu. Chuẩn bị mọi nguồn lực để nâng cấp trường lên đại học vào những năm 2015 – 2020./.

## Một số phần thưởng nhà nước trao tặng
Huân chương lao động hạng nhì
Huân chương lao động hạng ba.
Bằng khen của thủ tướng chính phủ
Cơ thi đua "Đơn vị gương mẫu về mọi mặt"
Cơ thi đua "Đơn vị tiên tiến xuất sắc"
Cơ thi đua "Đơn vị dẫn đầu khối trường Văn hóa Nghệ thuật phía Bắc"
Đơn vị Văn hóa cấp Tỉnh
Đơn vị Văn hóa cấp Tổng liên đoàn